# Gerolamo I Correggio
Gerolamo I Correggio conegut com "il cardinale", va néixer a Correggio el 1511 i va ser fill de Giberto VII Correggio i Verònica Gambara, i comte sobirà de Correggio i comte del Sacre Imperi Romà. Va succeir al seu pare el 1518 i els diplomes imperials són de 16 de desembre de 1520, 29 d'abril de 1553 i 15 de maig de 1559 i 30 de desembre de 1564.
Va adquirir Medesano el 1559 a una branca col·lateral.
Va ser creat cardenal ardiaca el 26 de febrer del 1561, promogut a l'ordre dels Presbiters el 2 de juny de 1561, Cardenal Presbiter del Títol de San Giovanni a Porta Latina el 3 de juny de 1561 i fins al 5 de maig de 1562, Cardenal Presbiter del Títol de Santo Stefano al Monte Celio el 5 de maig de 1562 fins al 14 de maig de 1568, Cardenal Presbiter del Títol de Santi Silvestro e Martino a Monti del 14 de maig de 1568 al 9 de juny de 1570, cardenal Presbiter del Títol de Santa Prisca del 9 de juny de 1570 al 3 de juliol de 1570 i Cardenal Presbiter del Títol de Santa Anastasia del 3 de juliol de 1570 a la seva mort; arquebisbe de Tàrent el 13 de maig de 1569, nunci Apostòlic a França el 1540 i el 1545, i davant l'emperador el 1546; ministre Plenipotenciari del Duc de Parma al Congrés de Gant el 1551, Governador Pontifici d'Ancona el 6 de febrer de 1566, Legat Pontifici a la Defensa marítima contra els turcs de la Marca d'Ancona el 1572
Va morir a Roma el 9 d'octubre de 1572. Va deixar un fill natural, Alessandro Correggio, tingut amb Paola Piloja i legitimat per butlla papal el 1553 i diploma imperial el 1571.